# كونكارة (زاز الشرقي)
کونکارة (بالفارسية: کونکره) هي قرية تقع في إيران في قسم زاز الشرقي الریفي. يقدر عدد سكانها بـ 34 نسمة بحسب إحصاء 2016.